# エメラルドゴキブリバチ

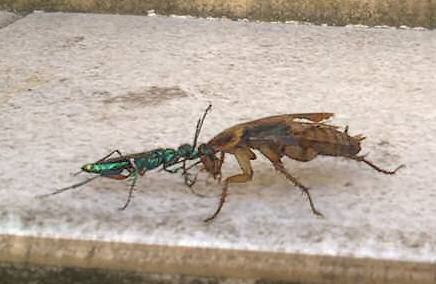
本種（左）と捕獲されたゴキブリ
切断して短くなった触角を本種が咥えて引っ張っている。それに反応してゴキブリは自らの脚で歩くが、本種が選択的に残した体性反射を利用され、動かされているにすぎない。

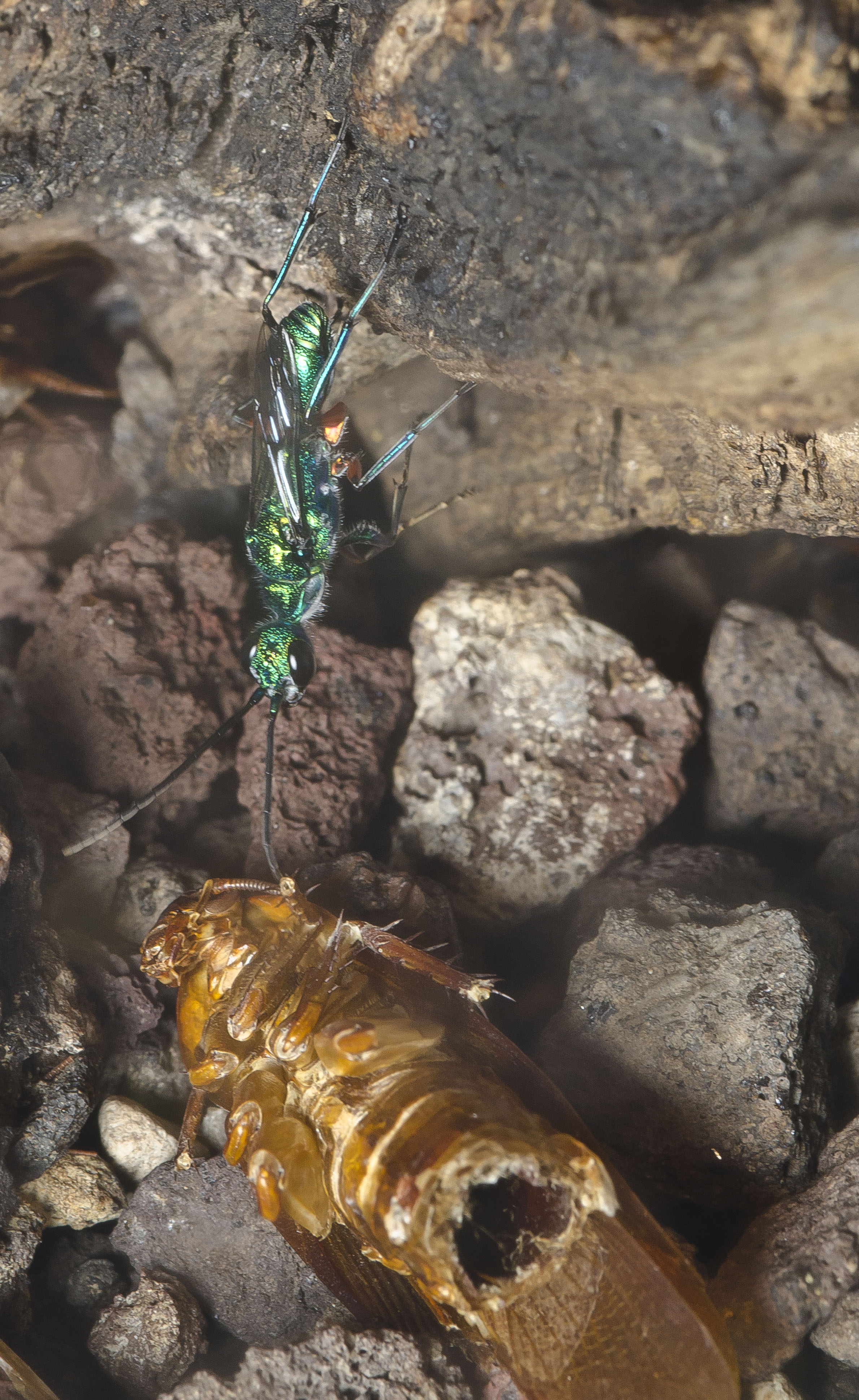
羽化した本種（上）とゴキブリの死骸（下）
ゴキブリは外骨格のみの残骸と化しており、腹部には羽化する際に本種が開けた大きな穴が見える。

エメラルドゴキブリバチ（学名：Ampulex compressa）は、セナガアナバチ科セナガアナバチ属に属するハチの1種（※以下『本種』と記す）。時にエメラルドセナガアナバチとも呼ばれる。
後述する生殖行動で知られ、ゴキブリを襲って幼虫の宿主（餌）にする捕食寄生者（パラシトイド）である。したがって、本種は、寄生蜂の一種であり、内部寄生型（内部組織に入り込んで寄生するタイプ）の昆虫寄生者である。

## 分布
アフリカ、南アジア、東南アジア、太平洋諸島などの、熱帯地域に分布する。成虫は気温の高い時期に特に多い。
1941年にアメリカの昆虫学者フランシス・ゼイヴィア・ウィリアムズ(1882-1967) がゴキブリの生物的防除を目的として本種をハワイに人為的に移入したが、この試みは本種の縄張り行動の傾向や狩猟量が小さいといった問題から、成功はしなかった。
ブラジルのサンパウロ州、リオデジャネイロ州でも発見されており、サントス港・リオデジャネイロ港を経由して侵入したものと考えられている。

## 形態
体表は構造色による金属光沢を持った青緑色である。中肢と後肢の腿節が赤い。雌の成虫は体長 22mm、雄はそれよりも小さい。

## 生態

### 生殖行動と生活環
1940年代の初頭には、本種の雌がある種のゴキブリ（ワモンゴキブリ〈Periplaneta americana〉、コワモンゴキブリ〈Periplaneta australasiae〉、イエゴキブリ〈Neostylopyga rhombifolia〉）を2回刺し、毒を送り込むことが報告されていた。2003年に行われた放射性同位体標識による追跡実験では、本種がゴキブリの特定の神経節を狙って刺していることが報告された。1回目の刺撃では胸部神経節に毒を注入し、前肢を穏やかかつ可逆的に約5分間麻痺させる。これは、より正確な照準が必要となる2回目の刺撃への準備である。2回目の刺撃は脳内の逃避反射を司る部位へ行われる。この結果、ゴキブリは30分ほど活発に身づくろいの動作を行い、続いて、正常な逃避反射を失って遅鈍な状態になる（自らの意思では動けない状態、すなわち、医学・医療などでいう『寡動』の状態になる）。2007年には、本種の毒が神経伝達物質であるオクトパミンの受容体をブロックしていることが明らかとなった。また、米国カリフォルニア大学リバーサイド校の昆虫学と神経科学の研究者チームは、学術誌『Biochemistry』の2018年1月19日号オンライン版に掲載した論文で、本種の毒液には、ドーパミンのほか、これまで知られていなかったタイプのペプチド（短いアミノ酸配列）2種が含まれていることも分かったと発表した。新発見のペプチド2種は、本種の属名から採って「アンピュレキシン」の1と2 (Ampulexin 1 <short name: Axn1>, Ampulexin 2 <short name: Axn2>) と命名されている。アンピュレキシンは本種がゴキブリを操るうえで重要な役割を果たしていると考えられる。
続いて本種はゴキブリの触角を2本とも半分だけ噛み切る。この行動は本種が自分の体液を補充するため、もしくはゴキブリに注入した毒の量を調節するためと考えられている。これは、毒が多すぎるとゴキブリが死んでしまって新鮮な餌でなくなる一方、少なすぎると逃げられてしまい、産みつけた幼虫が成長するための生餌（後述）が無くなってしまうからである。本種はゴキブリを運ぶには身体が小さいため、ゴキブリに半分だけ残した触角を引っ張ることで移動を促し、ゴキブリが自力で本種の巣穴へと足を運ぶよう誘導する。巣穴の奥深くに着くと、本種はゴキブリの前肢の基部に長径 2mmほどの卵を産みつける。その後、巣穴から出た本種は入り口を土や小石で塞ぎ、ゴキブリが他の捕食者に狙われないようにする。本種の親の役目はこの段階で終わり、次の宿主となる個体を探すために飛び去る。
逃避反射が機能しなくなっているゴキブリは、緩慢な動きで身づくろい程度の行動しかとらなくなっており、本種の卵が孵るまでのおよそ3日間、巣穴の中で何もせずに過ごす。孵化すると、芋虫のような姿の幼虫はゴキブリの腹部を食い破って体内に侵入し、これを食べながら4 - 5日の間は捕食寄生生活を送る。8日間、幼虫はゴキブリが死なない程度に内臓を食べ続け、そのまま体内で蛹化する。ゴキブリはこの段階になってようやく死ぬ。換言すれば、幼虫は生きたゴキブリを利用できるぎりぎりの段階まで肉として生かし続け、食べることをしない蛹の段階に入ると生かしておく必要が無くなり、ゴキブリは死ぬ。さらにはこの後、動けず完全に無防備な状態である蛹の間の4週間を、ゴキブリの死骸の硬い外骨格に守られてすごす。最終的に変態を遂げた本種はゴキブリの体を食い破り、外へ出で成虫としての生活を送り始める。一連の成長は気温の高い時期ほど早い。
成虫の寿命は数か月である。交尾は1分ほどで終わり、雌は1回の交尾でゴキブリに数ダースの卵を産みつける。
獲物に強い麻痺毒を与えることで移動できない状態に陥らせ、巣穴などに自力で運んで幼体の生餌にする動物は数多くいるが、本種は、動きに大きな制限を課しながらも自らの脚で移動できるという状態を獲物に与えて巧みに利用する点において独特である。セナガアナバチ属 (Ampulex) の他の種にも、餌となるゴキブリに対して似たような行動をとるものがある（参照：サトセナガアナバチ）。本種の狩猟行動は、ゴキブリの逃避反射のみに影響を及ぼしているように見える。刺されたゴキブリは約72時間の間、生存本能（遊泳能や侵害反射）が著しく低下すること、一方で飛翔能力や反転能力は損なわれていないことが、研究によって明らかとなっている。

## ギャラリー

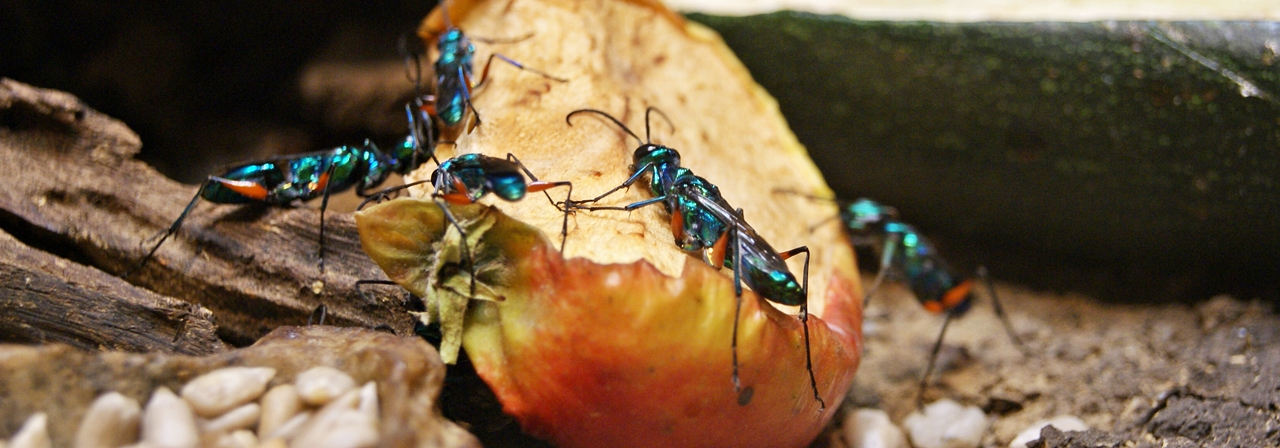
半ば乾燥しているリンゴの果実に本種が6匹群がっている。切断面が直線的であることから、果実は人が切り分けて与えた一片と考えられる。

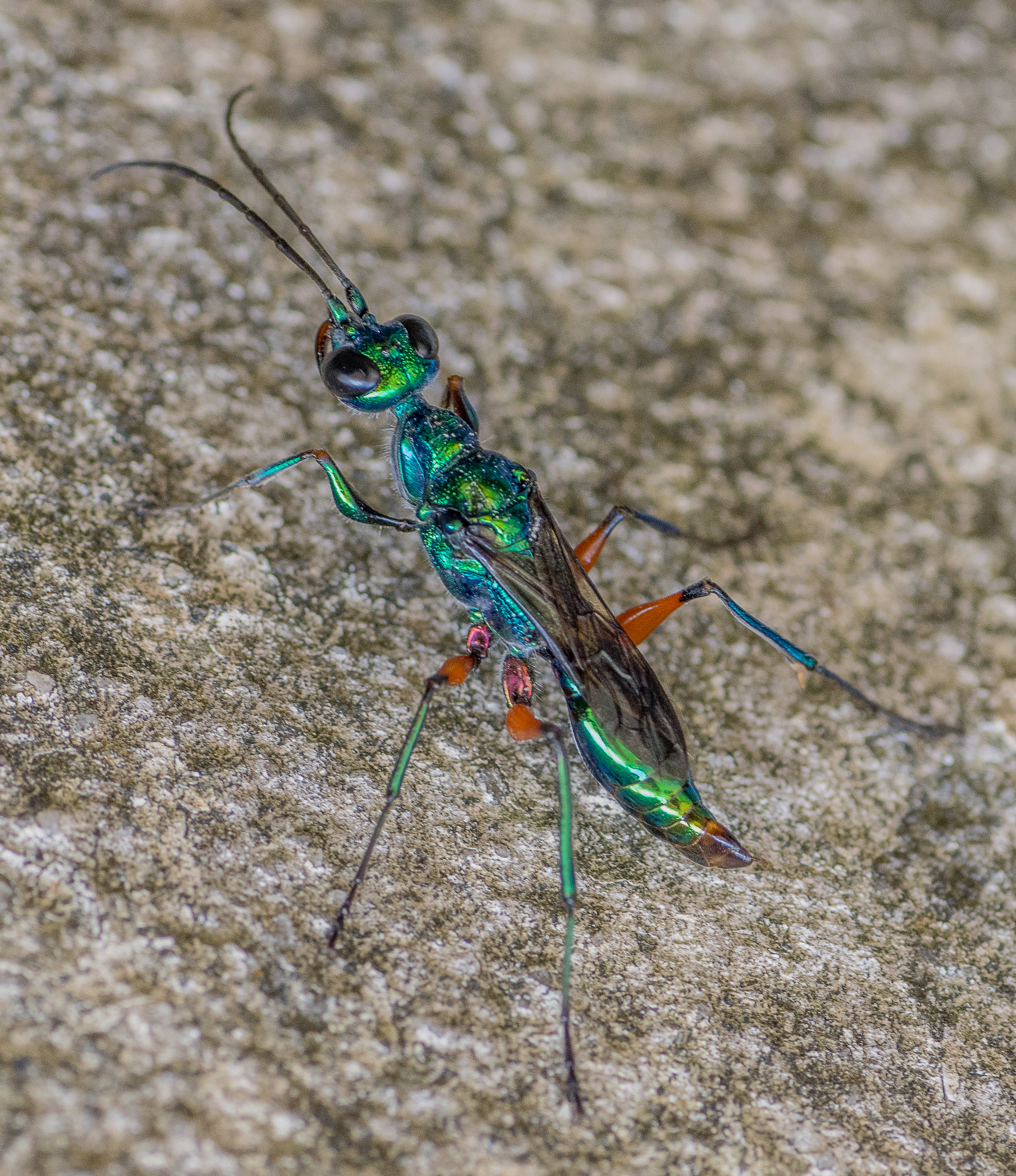
上から見る
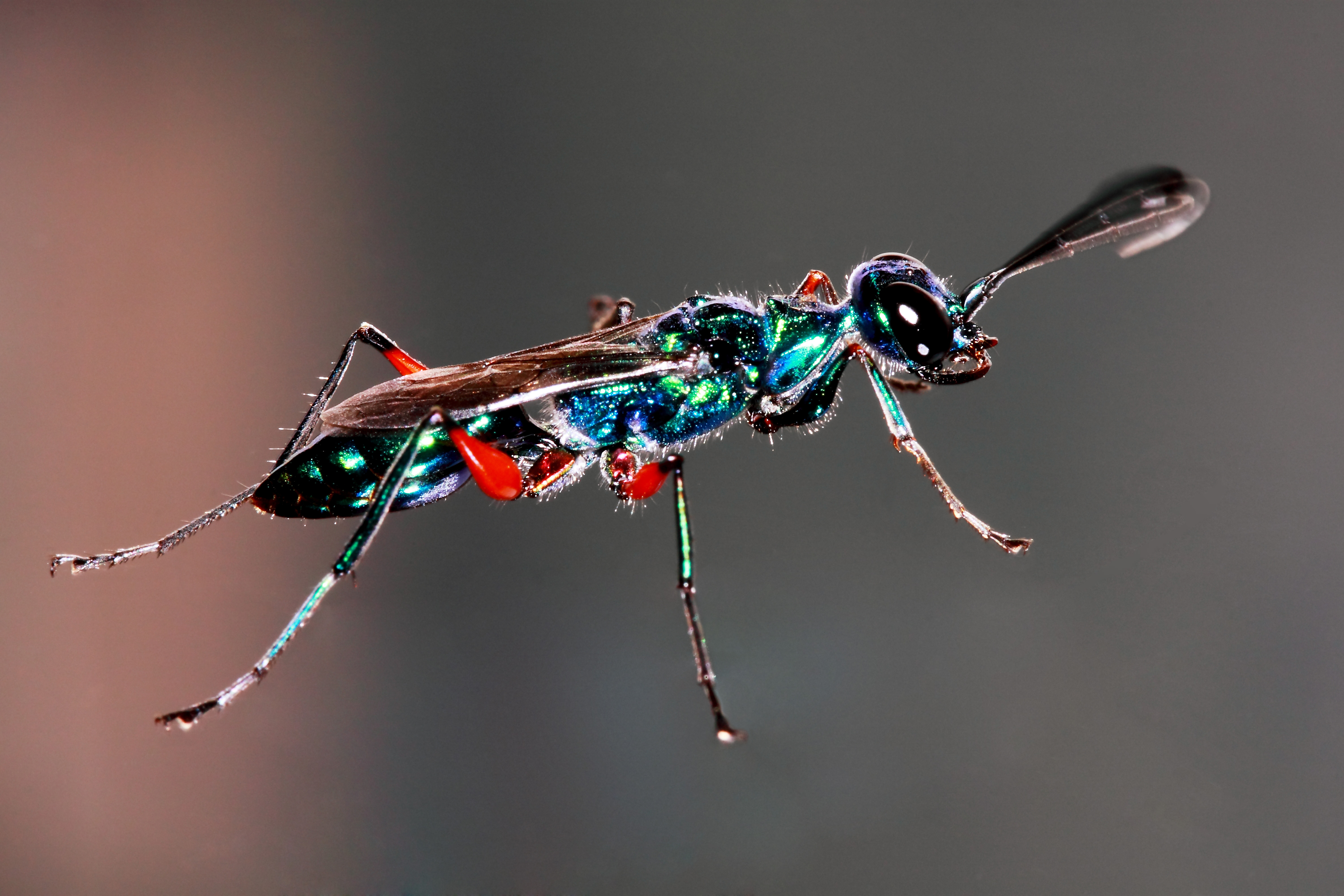
横から見る

## 他のゴキブリ寄生蜂
本種と類似した生態を持つものとしては、同属のサトセナガアナバチ（学名：A. dissector）が知られている。この種はアジアの汎存種であり、日本では本州以南に分布している。この種は、クロゴキブリやワモンゴキブリ、コワモンゴキブリなどの若虫（幼虫）を狩り、幼虫の餌にする。
また、ゴキブリコバチ（蜚蠊小蜂、学名：Tetrastichus hagenowi ）は、ヒメコバチ科 (Eulophidae) に分類される寄生蜂であり、ゴキブリ類の卵を寄生対象とする捕食寄生者である。世界の汎存種。人体への有害性は認められない。クロゴキブリやワモンゴキブリの卵に寄生する。クロゴキブリへの寄生率は60パーセントに達し、卵鞘1個から平均約60匹発生する（金山ら 1976）。